# Philipp Zepnik
Philipp Zepnik (* 7. Dezember 1988) ist ein ehemaliger deutscher Skirennläufer, dessen stärkste Disziplinen der Super-G und die Abfahrt waren. Er gewann zwei deutsche Meistertitel und startete 2012 erstmals im Weltcup.

## Biografie
Zepnik begann als Fünfjähriger im Skiclub seiner Heimatgemeinde Halblech mit dem Skirennsport. Nach Stationen im Regionalkader Ostallgäu und im Allgäuer Schülerkader wurde er schließlich in den Kader des Deutschen Skiverbandes (DSV) aufgenommen. Er besuchte das Gertrud-von-le-Fort-Gymnasium in Oberstdorf, wo er 2008 sein Abitur ablegte. Im Oktober desselben Jahres wurde er in die Sportfördergruppe der Bundeswehr aufgenommen.
Nach Erreichen des Alterslimits nahm Zepnik im Winter 2003/2004 erstmals an FIS-Rennen teil. Im März 2006 gelangen ihm die ersten Top-10-Platzierungen in diesen Rennen. Ende Januar/Anfang Februar 2007 belegte Zepnik in seiner Altersklasse jeweils den zweiten Platz bei den deutschen Jugendmeisterschaften in der Abfahrt und im Super-G. Danach folgten die ersten Einsätze im Europacup sowie die Teilnahme an den Juniorenweltmeisterschaften 2007 in Zauchensee und Flachau. Sein einziges Ergebnis bei der Junioren-WM war ein 33. Platz im Super-G, in den anderen drei Wettbewerben kam er nicht ins Ziel. Am 10. Januar 2009 erlitt Zepnik bei einem Sturz in der Europacupabfahrt von Wengen Risse des vorderen Kreuzbandes und des Innenbandes, worauf er rund sechs Monate pausieren musste. Im folgenden Winter erzielte er seinen bisher größten Erfolg auf nationaler Ebene mit dem Gewinn des deutschen Meistertitels im Super-G 2010.
In der Saison 2010/2011 konnte Zepnik erstmals im Europacup punkten. Schon im Jahr davor hatte er erste Punkte in der nordamerikanischen Rennserie Nor-Am Cup gewonnen. Im nächsten Winter 2011/2012 folgte der erste Top-10-Platz im Europacup sowie der erste Podestplatz im Nor-Am Cup. Mitte Dezember 2012 kam Zepnik in Super-G und Abfahrt von Gröden erstmals im Weltcup zum Einsatz. In der Abfahrt gewann er mit dem 21. Platz die ersten Weltcuppunkte. Dies sollten die einzigen Weltcuppunkte von Zepnik bleiben. Am 28. März 2013 bestritt er sein letztes Rennen als Profiskifahrer.

## Erfolge

### Weltcup
- 1 Platzierung unter den besten 30

### Weltcupwertungen
| Saison  | Gesamt | Gesamt | Abfahrt | Abfahrt |
| Saison  | Platz  | Punkte | Platz   | Punkte  |
| ------- | ------ | ------ | ------- | ------- |
| 2019/20 | 129.   | 10     | 47.     | 10      |

### Juniorenweltmeisterschaften
- Altenmarkt/Flachau 2007: 33. Super-G

### Weitere Erfolge
- 2 deutsche Meistertitel (Super-G 2010 und 2013)
- 1 Top-10-Platzierung im Europacup
- 2 Podestplätze im Nor-Am Cup
- 2 Siege in FIS-Rennen